# Куркевич, Карл Станиславович
Карл Станиславович Куркевич (17 октября 1926, Гомельская область — 19 марта 2002) — автоматчик роты автоматчиков 515-го стрелкового полка 134-й стрелковой дивизии, рядовой. Кавалер ордена Славы трёх степеней.

## Биография

### Ранняя биография
Родился 17 октября 1926 года в городе Мозырь Гомельской области, центре Мозырского округа Белорусской ССР, ныне районный центр в составе Гомельской области Республики Беларусь. Из семьи служащего. Поляк. Член КПСС с 1954 года.
Отец, активный участник становления Советской власти, коммунист, младшего сына назвал в честь Маркса — Карлом. В 1930-е годы семья переехала в местечко Любань (с 1938 года — городской посёлок, Минской области), куда по службе был переведён отец. В июле 1937 года он был арестован сотрудниками НКВД, в том же году приговорён к высшей мере наказания как участник «Польской военной организации» и расстрелян (реабилитирован в 1959 году).
В 1941 году юноша окончил семь классов Любанской средней школы.

### В Великую Отечественная войну

#### В партизанском движении
С началом Великой Отечественной войны остался на оккупированной территории. С первых дней активно включился в борьбу с захватчиками, вместе с другими патриотически настроенными ребятами собирал и прятал в укромных местах оружие и боеприпасы, оставленные на полях боёв. Уже на восьмой день войны они совершили диверсию, забросав гранатами автомашину с немецкими солдатами. Со временем группа оформилась в подпольную комсомольско-молодёжную организацию, которую возглавили старший брат Болеслав Куркевич, перед войной окончивший девять классов, и его друг Владимир Луковский. Подпольщики совершали отдельные диверсии на тыловых коммуникациях агрессора, занимались разведкой, распространяли листовки, вели агитационно-разъяснительную работу среди населения и военнопленных, наладили и поддерживали тесную связь с партийным активом, оставленным для развёртывания в районе подпольно-партизанского движения. Принимали действенное участие в подготовке и проведении успешной операции любанских партизан по разгрому вражеского гарнизона в районном центре 7 ноября 1941 года. Только спустя год немцам удалось напасть на след подпольной организации и обезглавить её: Б. Куркевич и В. Луковский были схвачены и замучены в немецких застенках.
Карл Куркевич ещё в первую военную зиму стал связным у партизанского командования, выполнял различные поручения — ходил в разведку, доставлял в отряд оружие и продовольствие. После разоблачения подпольной организации он вместе с матерью сумел уйти в лес, влился в состав партизанского отряда во главе с Н. Н. Розовым (14 августа 1943 года присвоено имя Героя Советского Союза М. М. Громова).
Действовал самостоятельно до января 1943 года, когда вошёл в состав вновь организованной 64-й партизанской бригады имени В. П. Чкалова (действовала на территории Любанского, Стародорожского, Старобинского и Слуцкого районов Минской области).
Комсомолец Куркевич участвовал в засадных боях, операциях по разгрому вражеских гарнизонов, в диверсиях на коммуникациях противника, в том числе на железной дороге в ходе «рельсовой войны». 30 июня 1944 года бригада воссоединилась с передовыми частями Красной армии, которые вели бои по освобождению Слуцкого района Минщины.
Бывший партизан Куркевич участвовал в восстановлении сельского хозяйства Любанского района, полностью опустошённого в годы оккупации.

#### В действующей армии
В ноябре 1944 года он был призван в ряды Красной армии из партизанской бригады Любанским райвоенкоматом тогда Бобруйской области. Весь боевой путь прошёл стрелком-автоматчиком в составе 515-го стрелкового полка 134-й стрелковой дивизии 61-го стрелкового корпуса 69-й армии на 1-м Белорусском фронте.
В ходе Варшавско-Познанской наступательной операции (составной части Висло-Одерской стратегической операции) участвовал в боях по прорыву долговременной обороны на реке Висла и последующем преследовании противника по территории Польши. В ходе операции части 61-го стрелкового корпуса освободили город Радом, форсировав реки Пилица и Варта, — города Томашув, Яротин, обходным манёвром охватили крупную Познанскую группировку Вермахта и продолжили стремительное наступление, преодолев Мезерицкий укреплённый район и выйдя к концу января к реке Одер севернее немецкого города Франкфурт.

### Орден Славы 3-й степени
Рядовой К. С. Куркевич 4 февраля 1945 года при отражении атак противника на подступах к городу Франкфурт-на-Одере метким огнём уничтожил 15 противников. Приказом командира 134-й стрелковой дивизии № 0614 от 20 февраля 1945 года награждён орденом Славы 3-й степени.

### Орден Славы 2-й степени
В ночь на 26 февраля 1945 года К. С. Куркевич, действуя в составе группы захвата на юго-западной окраине города Франкфурт, стремительным броском преодолел открытую местность, ворвался в дом, двоих противников сразил, а двоих взял в плен и доставил в штаб полка. За отвагу и мужество в этом разведывательном выходе был представлен командиром полка к награждению орденом Отечественной войны 2-й степени, но командир дивизии изменил статус награды. 9 марта 1945 года приказом по 69-й армии награждён орденом Славы 2-й степени.

### Орден Славы 1-й степени
В Берлинской наступательной операции 19 апреля 1945 года, отражая контратаку противника в районе населённого пункта Дебберин, огнём из автомата ликвидировал 18 солдат. 20 апреля 1945 года, увлекая за собой товарищей, в районе высоты 62,0 поднялся в атаку и в ходе боя уничтожил 13 противников, а двоих захватил в плен.
Указом Президиума Верховного Совета СССР от 15 мая 1946 года рядовой Куркевич Карл Станиславович награждён орденом Славы 1-й степени.

## В советско-японской войне
На этом война для Карла Куркевича не окончилась. Он в составе 134-й стрелковой Вердинской ордена Ленина Краснознамённой ордена Суворова 2-й степени дивизии переброшен на Дальний Восток для участия в войне с Японией. В августе 1945 года принимал участие в советско-японской войне.

## После войны
В 1950 году старшина К. С. Куркевич демобилизован. Жил в городе Рига. Работал инструктором производственного обучения на Рижском текстильном комбинате «Ригас мануфактурас» (позднее — головное предприятие одноимённого хлопчатобумажного производственного объединения; ныне — ООО «Межрозе») в структуре Министерства лёгкой промышленности Латвийской ССР. 6 апреля 1985 года в ознаменовании 40-летия Победы он был награждён орденом Отечественной войны 1-й степени. Участвовал в съёмках фильма «Шёл солдат» (режиссёр Бабак М.; оператор Альтшулер В.). Один из героев одноимённой документальной книги К. М. Симонова.
Скончался 19 марта 2002 года. Похоронен на 2-м Лесном кладбище города Риги.

## Награды
- Орден Октябрьской Революции
- Орден Отечественной войны I степени (3.03.1985)[3]
- Полный кавалер ордена Славы:
  - орден Славы I степени(15.05.1946)[4] ;
  - орден Славы II степени (09.03.1945)[5];
  - орден Славы III степени (20.02.1945)[6];
- медали, в том числе:
  - «За отвагу» (11.04.1944)[7]
  - «В ознаменование 100-летия со дня рождения Владимира Ильича Ленина» (6 апреля 1970)
  - «За победу над Германией» (9 мая 1945[8])[9]
  - «За освобождение Варшавы» (9.6.1945)[1]
  - «За взятие За взятие Берлина» (9.6.1945)[4]
  - «За победу над Японией» (9.9.1945)[1]
  - «20 лет Победы в Великой Отечественной войне 1941—1945 гг.» (7 мая 1965[10])
  - «30 лет Победы в Великой Отечественной войне 1941—1945 гг.»[11]
  - 40 лет Победы в Великой Отечественной войне 1941—1945 гг.[12]
  - «30 лет Советской Армии и Флота»[13]
  - «40 лет Вооружённых Сил СССР»[14]
  - «50 лет Вооружённых Сил СССР» (26 декабря 1967[15])
- Знак «25 лет победы в Великой Отечественной войне» (1970)

## Память
- На могиле установлен надгробный памятник
- Его имя увековечено в Главном Храме Вооружённых сил России, и навсегда запечатлено на мемориале «Дорога памяти»